# Àrsaces I
|  | Per a altres significats, vegeu «Àrsaces I d'Armènia». |

Àrsaces I (? - 81 aC) va ser rei de la Ibèria caucàsica (93-81 aC) i fundador de la seva pròpia dinastia artàxida (branca georgiana).
El seu regnat es va produir vers 90 a 78 aC. Només és conegut per les cròniques medievals georgianes que l'esmenten com a Arxak (არშაკი en georgià)
Era fill del rei d'Armènia, suposadament Artavasdes I i hauria estat posat al tron després del triomf de la revolta de la noblesa contra Farnajom o Parnajom, que havia resultat mort en la lluita. Es va veure afavorit bé perquè el seu pare (i potser ell mateix) havia donat suport a la revolta, o bé per la seva relació familiar amb la dinastia caiguda dels nebròtides (o farnabàzides-nebròtides), car estava casat probablement amb una germana de Farnajom.
El relat del seu regnat és extraordinàriament curt, ja que només s'indica que va transcórrer sense cap incident remarcable, i que va fortificar la ciutat de Tsunda a Javakètia.
El va succeir el seu fill Artag.